# Assembleia Consultiva Popular
A Assembleia Consultiva Popular da República da Indonésia (indonésio: Majelis Permusyawaratan Rakyat Republik Indonesia) é o poder legislativo da Indonésia, o parlamento é no formato bicameral composto pelo Conselho Representativo Regional e Conselho Representativo Popular.

## Conselho Representativo Regional
O Conselho Representativo Regional é a câmara alta da assembleia, é composta de 132 membros eleitos pelas assembleias provinciais.

## Conselho Representativo Popular
O Conselho Representativo Popular é a câmara baixa da assembleia, é composta de 560 membros eleitos para mandatos de 5 anos por representação proporcional em cada província do país.